# Bob Keeshan
Robert James Keeshan (27 de junio de 1927-23 de enero de 2004) fue un productor televisivo y actor estadounidense. Fue sobre todo famoso por encarnar al personaje del título en el programa televisivo infantil Captain Kangaroo, que fue un icono para millones de personas durante su emisión a lo largo de casi treinta años, entre 1955 y 1984. También interpretó al "Clarabell the Clown" original en el programa televisivo Howdy Doody.

## Primeros años
Nacido en Lynbrook (Nueva York), en 1945, durante la Segunda Guerra Mundial, se alistó en la Reserva del Cuerpo de Marines de los Estados Unidos, pero estaba todavía en los Estados Unidos cuando Japón se rindió. Aunque algunos rumores afirmaban que Keeshan había luchado en la Batalla de Iwo Jima, lo cierto es que, dada su edad, no tuvo tiempo de entrar en combate tras su alistamiento. Tras la guerra, Keeshan estudió en la Universidad de Fordham gracias a la G.I. Bill.

## Pionero de la televisión infantil
Poco después de acabada la guerra se empezaron a emitir programas televisivos infantiles. Uno de los primeros shows fue Howdy Doody, estrenado por la NBC en 1947. A partir del 3 de enero de 1948 Keeshan interpretó en el programa a "Clarabell the Clown", un Payaso Augusto mudo que se comunicaba tocando varias bocinas que llevaba sujetas a un cinturón. Una bocina significaba "sí" y otra "no". Clarabell a menudo rociaba a Buffalo Bob Smith con una botella de agua carbonatada y hacía chistes prácticos. Keeshan dejó el papel en 1952, aunque el personaje continuó con otro actor.
El 21 de septiembre de 1953 Keeshan volvió a ponerse ante las cámaras en el programa infantil de la WABC-TV (Nueva York) Time for Fun, en el cual encarnaba al Payaso Corny, que en este caso sí hablaba. A finales de ese año, además de actuar en Time for Fun, Keeshan empezó Tinker's Workshop, un programa pensado para los preescolares, con los cuales jugaba Tinker.
Desarrollando ideas de Tinker's Workshop, Keeshan y su amigo Jack Miller remitieron la idea del Captain Kangaroo a la cadena CBS, la cual buscaba innovadores modos de programación infantil. CBS dio su aprobación, y Keeshan protagonizó al personaje principal cuando el show se estrenó el 3 de octubre de 1955. Keeshan describía a su personaje como basado en "la cálida relación existente entre los abuelos y los niños." El show tuvo un éxito inmediato, y Keeshan fue su presentador durante casi treinta años. Entre sus personajes recurrentes estaban Mr. Green Jeans (interpretado por Hugh Brannum) y marionetas como "Bunny Rabbit" y "Mr. Moose".
Keeshan también tuvo un show en las mañanas de los sábados, Mister Mayor, que se emitió en la temporada 1964-65. Keeshan, en los papeles principales de Captain Kangaroo y Mister Mayor, promocionó los productos del patrocinador Schwinn Bicycle Co. de manera directa a su público. En 1972 Keeshan presentó un nuevo personaje en Captain Kangaroo para recomendar los productos Schwinn, Mr. Schwinn Dealer, ya que la Comisión Federal de Comercio prohibió a partir de 1969 que los presentadores de programas infantiles publicitaran directamente los productos de sus patrocinadores.

## Ataque cardiaco y cancelación
Keeshan sufrió un severo infarto agudo de miocardio el 13 de julio de 1981, momentos después de descender de un avión en el Aeropuerto Internacional Toronto Pearson. Keeshan hubo de someterse a un bypass. Tras el ataque recibió tres Premios Emmy en 1982, 1983 y 1984. A pesar de esos galardones, el show de Keeshan se acortó de un formato de una hora de duración a uno de media hora, a fin de dar lugar para un espacio de noticias de la CBS. El programa pasó a llamarse Wake Up with the Captain y a emitirse a las 7 AM. A principios de 1982 el show se emitió aún más temprano, a las 6:30 AM. En el otoño de 1982 la CBS lo pasó a los fines de semana, y en 1984 fue un show de media hora emitido los sábados.
Cansado de las constantes reducciones de su programa, Keeshan dejó Captain Kangaroo cuando su contrato finalizó en diciembre de 1984, justo nueve meses antes de cumplirse el treinta aniversario del show.

## Últimos años
Tras finalizar Captain Kangaroo, Keeshan presentó en 1985 CBS Storybreak, producción en la que se emitían versiones animadas de la literatura infantil. Keeshan actuaba en algunos fotogramas de las historias. 
En 1987 Keeshan fundó Corporate Family Solutions con el antiguo gobernador de Tennessee Lamar Alexander.
Keeshan vivió en Babylon (condado de Suffolk, Nueva York) antes de pasar sus últimos 14 años de vida en Vermont, donde se dedicó a la infancia y a escribir. Sus memorias, tituladas Good Morning, Captain, se publicaron en 1995. 
También luchó contra el contenido violento de los videojuegos, y se sumó a grupos de padres que en los años ochenta protestaban contra los programas infantiles basados en juguetes como He-Man y los Transformers, alegando que no tenían ningún contenido instructivo. 
En 1996, participó en la película The Stupids.
Bob Keeshan falleció en Windsor (Vermont), el 23 de enero de 2004 por causas naturales. Tenía 76 años de edad. Le sobrevivieron tres hijos. Keeshan fue enterrado en el Cementerio Saint Joseph de Babylon. 
Su esposa, Anne Jeanne Laurie, con la que había estado casado 40 años, había muerto en 1990. Su nieto, Britton Keeshan, es una de las personas más jóvenes en haber ascendido las Siete Cumbres, al escalar el Monte Everest en mayo de 2004.

## Galardones
Keeshan recibió diversos premios, entre ellos los siguientes:
- Doctorado Honorario en Letras Humanas por la Universidad Alfred, en 1969[12]
- Cinco Premios Emmy en (1978, 1981–1984)
- Tres Premios Peabody (1958, 1972, 1979)
- National Education Award, 1982
- Doctorado Honorario por el College de New Rochelle en 1985, tras haber servido varios años en su consejo directivo.
- Premio Kennedy, 1987[13]
- Inclusión en el Salón de la Fama de los Payasos, 1990
- Premio por Servicios Distinguidos de la Asociación Médica Estadounidense, 1991
- Inclusión en el Salón de la Fama de la National Association of Broadcasters, 1998